# 九龍巴士3E線
九龍巴士3E線是香港九龍的一條已停駛巴士路線。

## 歷史
- 1986年11月17日，本線投入服務，往來佐敦道碼頭及慈雲山（惠華街）。
- 1991年3月31日，3E增設一項分段收費，由彩虹道往慈雲山（惠華街）。
- 1992年11月23日，本線更改部分路線及提升為全線空調服務，並易號為203E線。

## 行車路線
- 由佐敦道碼頭開出：廣東道，佐敦道，彌敦道，眾坊街，上海街，旺角道，西洋菜南街，亞皆老街，太子道西，太子道東，彩虹道，斧山道，蒲崗村道，慈雲山道，惠華街。
- 由慈雲山（惠華街）開出：惠華街，雲華街，慈雲山道，蒲崗村道，斧山道，彩虹道，天橋，太子道東，亞皆老街，上海街，旺角道，彌敦道，佐敦道，廣東道。